# Глаз

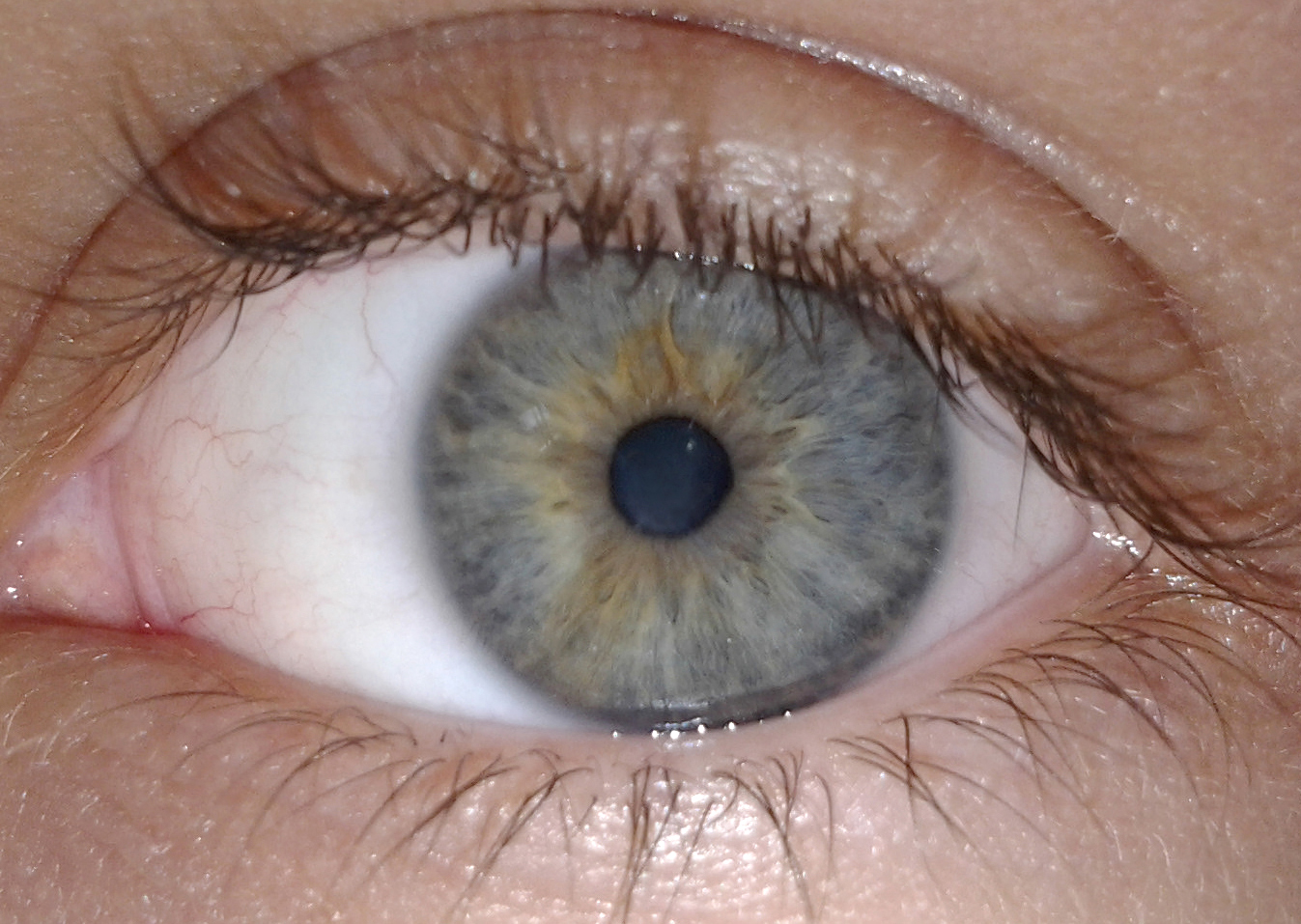
Глаз человека с центральной гетерохромией (левый)

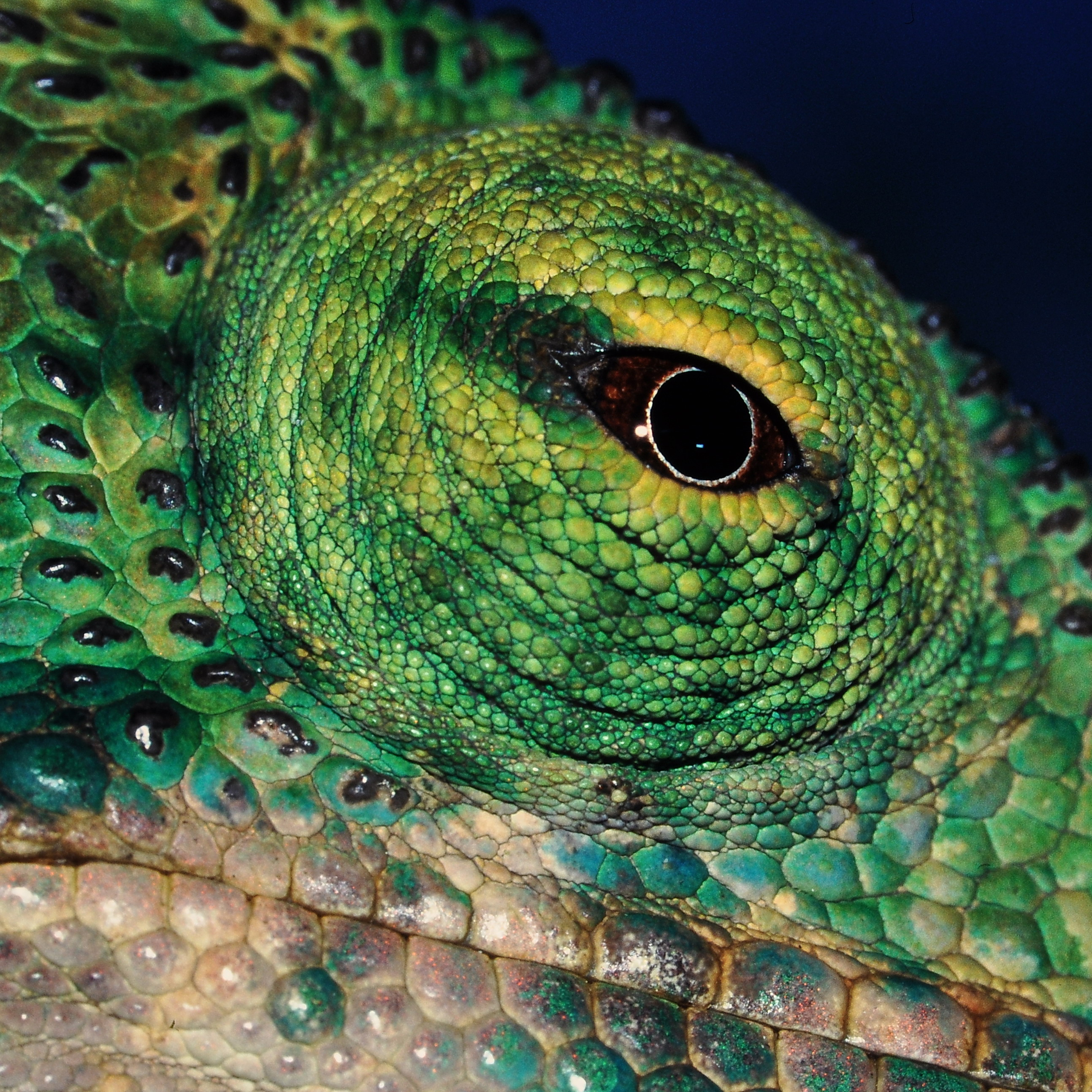
Глаз хамелеона

Глаз (лат. oculus) — сенсорный орган (орган зрительной системы) животных, обладающий способностью воспринимать электромагнитное излучение в видимом диапазоне длин волн и обеспечивающий сенсорную функцию зрения. У человека через глаз поступает около 90 % информации из окружающего мира.
Глаз позвоночных животных представляет собой периферическую часть зрительного анализатора, в котором фоторецепторную функцию выполняют нейросенсорные (фоторецепторные) клетки сетчатки.

## Эволюция глаза

Эволюция глаза: глазное пятно — глазная ямка — глазной бокал — глазной пузырь — глазное яблоко.

У беспозвоночных животных встречаются разнообразные по типу строения и зрительным возможностям глаза и глазки — одноклеточные и многоклеточные, прямые и обращённые (инвертированные), паренхимные и эпителиальные, простые и сложные.
У членистоногих часто присутствует несколько простых глаз (иногда непарный простой глазок как, например, науплиальный глаз ракообразных) или пара сложных фасеточных глаз. Среди членистоногих некоторые виды одновременно имеют и простые, и сложные глаза. Например, у ос два сложных глаза и три простых глаза (глазка). У скорпионов — 3-6 пар глаз (включая 1 пару главных, или медиальных, и боковые). У щитня — 3 пары глаз. 
Принято считать, что эволюция фасеточных глаз произошла путём слияния простых глазков. Близкие по строению к простому глазу глаза мечехвостов и скорпионов, видимо, возникли из сложных глаз трилобитообразных предков путём слияния их элементов.
Глаз человека состоит из глазного яблока и зрительного нерва с его оболочками.
У человека и других позвоночных имеется по два глаза, расположенных в глазницах черепа.
Этот орган возник один раз и, несмотря на различное строение у животных разных типов, имеет очень похожий генетический код управления развитием глаза. В 1994 году швейцарский профессор Вальтер Геринг (нем. Walter Gehring) открыл ген Pax6 (этот ген относится к классу мастер-генов, то есть управляющих активностью и работой других генов). Этот ген присутствует как у Homo Sapiens, так и у многих других видов, в частности у насекомых, но у медуз отсутствует. В 2010 году группа швейцарских учёных во главе с В. Герингом, обнаружила у медуз вида Cladonema radiatum ген Pax-A. Пересадив данный ген от медузы к мухе дрозофиле и управляя его деятельностью, удалось вырастить нормальные глаза мух в нескольких нетипичных местах.
Как установлено с помощью методов генетической трансформации, гены eyeless дрозофилы и small eye мыши, имеющие высокую гомологичность, контролируют развитие глаза: при создании генноинженерной конструкции, с помощью которой вызывалась экспрессия гена мыши в различных имагинальных дисках мухи, у мухи появлялись эктопические фасеточные глаза на ногах, крыльях и других частях тела. В целом в развитие глаза вовлечено несколько тысяч генов, однако один-единственный мастер-ген осуществляет запуск всей этой генной программы. То, что этот ген сохранил свою функцию у столь далёких групп, как насекомые и позвоночные, может свидетельствовать об общем происхождении глаз всех двусторонне-симметричных животных.

## Размеры глаз

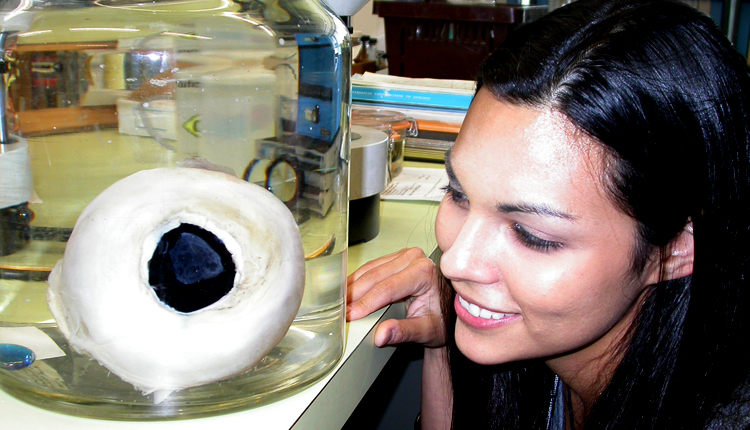
Глаз гигантского кальмара

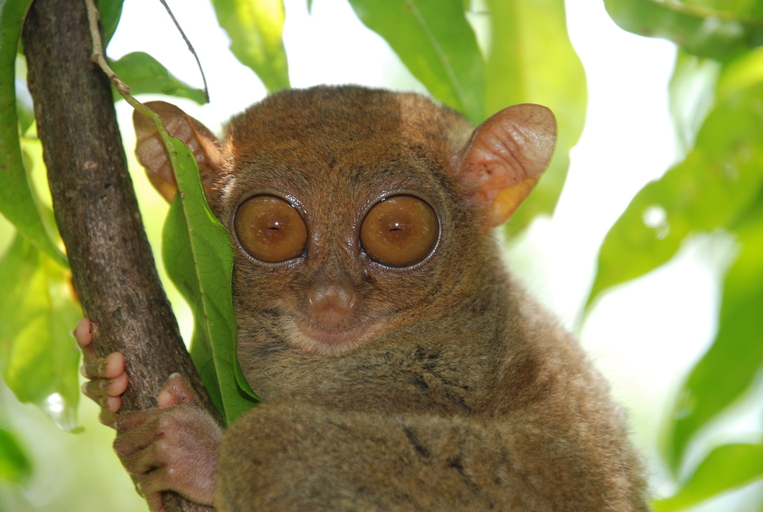
Филиппинский долгопят

Самые большие глаза среди всех ныне существующих животных имеют гигантские глубоководные кальмары Architeuthis dux и Mesonychoteuthis hamiltoni, достигающие длины 10—16,8 м. Диаметр глаза этих головоногих моллюсков достигает по 27-50 см. Глаза этих кальмаров минимум в 2,5 раза превосходят по размерам самые большие глаза у других животных. Такие огромные глаза помогают им в тёмных океанских глубинах находить добычу и вовремя замечать хищников, таких как кашалоты.
Среди позвоночных животных самые большие глаза имеют киты и крупные рыбы. Диаметр глаза у синего кита, горбача и кашалота достигает 10,9 см, 6,1 см и 5,5 см соответственно. Самые большие глаза среди рыб имеет рыба-меч, диаметр каждого составляет 9 см. Самые большие глаза среди всех известных позвоночных имели обитавшие в мезозойских морях рептилии ихтиозавры. Каждый глаз представителей рода Temnodontosaurus достигал 25 см в диаметре и, как предполагается, позволял этим животным видеть на глубинах до 1600 м.
В то же время многие мелкие виды животных имеют глаз диаметром менее 1 мм.
У взрослого человека диаметр глаза равен примерно 24 мм, его размер у всех людей практически одинаков и отличается лишь на доли миллиметра. Объём глаза у человека в среднем равен 7,448 см³, масса составляет 7—8 г.
В пропорциональном отношении самые крупные глаза по отношению к размерам тела среди всех млекопитающих имеет филиппинский долгопят.

## Внутреннее строение
1. Стекловидное тело 

2. Зубчатый край 

3. Цилиарная (ресничная) мышца 

4. Цилиарный (ресничный) поясок 

5. Шлеммов канал 

6. Зрачок 

7. Передняя камера 

8. Роговица 

9. Радужная оболочка 

10. Кора хрусталика 

11. Ядро хрусталика 

12. Цилиарный отросток 

13. Конъюнктива 

14. Нижняя косая мышца

15. Нижняя прямая мышца 

16. Медиальная прямая мышца 

17. Артерии и вены сетчатки 

18. Слепое пятно 

19. Твёрдая мозговая оболочка 

20. Центральная артерия сетчатки 

21. Центральная Вена сетчатки 

22. Зрительный нерв 

23. Вортикозная вена 

24. Влагалище глазного яблока 

25. Жёлтое пятно 

26. Центральная ямка 

27. Склера 

28. Сосудистая оболочка глаза 

29. Верхняя прямая мышца 

30. Сетчатка
Глазное яблоко состоит из оболочек, которые окружают внутреннее ядро глаза, представляющее его прозрачное содержимое: стекловидное тело, хрусталик, водянистая влага в передней и задней камерах.
Ядро глазного яблока окружают три оболочки: наружная, средняя и внутренняя.
1. Наружная — очень плотная фиброзная оболочка глазного яблока (лат. tunica fibrosa bulbi), к которой прикрепляются наружные мышцы глазного яблока, выполняет защитную функцию и благодаря тургору обеспечивает стабильную форму глаза. Она состоит из передней прозрачной части — роговицы и задней непрозрачной части тускло-белого цвета — склеры.
2. Средняя, или сосудистая, оболочка глазного яблока (лат. uvea) играет важную роль в обменных процессах, обеспечивая питание глаза и выведение продуктов обмена. Она богата кровеносными сосудами и пигментом (клетки хориоидеи препятствуют проникновению света через склеру, устраняя светорассеяние). Она образована радужкой, ресничным телом и сосудистой оболочкой. В центре радужки имеется круглое отверстие — зрачок, через которое лучи света проникают внутрь глазного яблока и достигают сетчатки (величина зрачка изменяется в результате взаимодействия гладких мышечных волокон — сфинктера и дилататора, заключённых в радужке и иннервируемых парасимпатическим и симпатическим нервами). Радужка содержит различное количество пигмента, от которого зависит её окраска, — «цвет глаз».
3. Внутренняя, или сетчатая, оболочка глазного яблока — сетчатка (лат. retina) — рецепторная часть зрительного анализатора, где происходит непосредственное восприятие света, биохимические превращения зрительных пигментов, изменение электрических свойств нейронов и передача информации в центральную нервную систему.

С функциональной точки зрения оболочки глаза и их производные подразделяют на три аппарата: 
1) рефракционный (светопреломляющий);
2) аккомодационный (приспособительный);
3) сенсорный (рецепторный) аппарат.
Первые два формируют оптическую систему глаза.

### Светопреломляющий аппарат
Светопреломляющий аппарат глаза представляет собой сложную систему органических линз, формирующих на сетчатке уменьшенное и перевёрнутое изображение внешнего мира. Включает в себя роговицу, камерную влагу — жидкости передней и задней камер глаза, хрусталик, а также стекловидное тело, позади которого лежит сетчатка, воспринимающая свет.

### Аккомодационный аппарат
Аккомодационный аппарат глаза обеспечивает фокусировку изображения на сетчатке, а также приспособление глаза к интенсивности освещения. Он включает в себя радужку с отверстием в центре — зрачком — и ресничное тело с ресничным пояском хрусталика.
Фокусировка изображения обеспечивается за счёт изменения кривизны хрусталика, которая регулируется цилиарной мышцей. При увеличении кривизны хрусталик становится более выпуклым и сильнее преломляет свет, настраиваясь на видение близко расположенных объектов. При расслаблении мышцы хрусталик становится более плоским, и глаз приспосабливается для видения удалённых предметов. У других животных, в частности, головоногих, при аккомодации превалирует изменение расстояния между хрусталиком и сетчаткой.
Зрачок представляет собой отверстие переменного размера в радужной оболочке. Он выполняет роль диафрагмы глаза, регулируя количество света, падающего на сетчатку. При ярком свете кольцевые мышцы радужки сокращаются, а радиальные расслабляются, при этом зрачок сужается, и количество света, попадающего на сетчатку, уменьшается, это предохраняет её от повреждения. При слабом свете, наоборот, радиальные мышцы сокращаются и зрачок расширяется, пропуская в глаз больше света.

### Рецепторный аппарат
Рецепторный аппарат глаза представлен зрительной частью сетчатки, содержащей фоторецепторные клетки (высокодифференцированные нервные элементы), а также тела и аксоны нейронов (проводящие нервное раздражение клетки и нервные волокна), расположенных поверх сетчатки и соединяющиеся в слепом пятне в зрительный нерв.
Сетчатка также имеет слоистое строение. Микроскопически в ней выделяют 10 слоёв. Внешний слой является свето-цветовоспринимающим, он обращён к сосудистой оболочке (внутрь) и состоит из нейроэпителиальных клеток — палочек и колбочек, воспринимающих свет и цвета, следующие слои образованы клетками и нервными волокнами, проводящими нервное раздражение. Толщина сетчатки человека очень мала, на разных участках она составляет от 0,05 до 0,5 мм.
Свет входит в глаз через роговицу, проходит последовательно сквозь жидкость передней и задней камеры, хрусталик и стекловидное тело. Пройдя через всю толщу сетчатки, попадает на отростки светочувствительных клеток — палочек и колбочек. В них протекают фотохимические процессы, обеспечивающие цветовое зрение.
Областью наиболее чувствительного зрения в сетчатке является так называемое жёлтое пятно с центральной ямкой, содержащей только колбочки (здесь толщина сетчатки до 0,08—0,05 мм), — ответственных за цветовое зрение (цветоощущение). То есть вся световая информация, которая попадает на жёлтое пятно, передаётся в мозг наиболее полно. Место на сетчатке, где нет ни палочек, ни колбочек, называется слепым пятном,  оттуда зрительный нерв выходит на другую сторону сетчатки и далее в мозг.
У многих позвоночных позади сетчатки расположен тапетум — особый слой сосудистой оболочки глаза, выполняющий функцию зеркальца. Он отражает прошедший сквозь сетчатку свет обратно на неё, таким образом повышая световую чувствительность глаз. Покрывает всё глазное дно или его часть, визуально напоминает перламутр.
Структура коннекто́ма сетчатки глаза человека картируется в рамках проекта EyeWire.

## Восприятие изображения предметов
Чёткое изображение предметов на сетчатке обеспечивается сложной уникальной оптической системой глаза, состоящей из роговицы, жидкостей передней и задней камер, хрусталика и стекловидного тела. Световые лучи проходят сквозь перечисленные среды оптической системы глаза и преломляются в них согласно законам оптики. Основная светопреломляющая линза в глазу — роговица, покрытая слёзной плёнкой, на неё приходится около 40 дптр. Хрусталик в расслабленном состоянии имеет оптическую силу около 20 дптр, но он способен увеличивать её примерно на 12 дптр в молодом возрасте, с возрастом эта способность снижается до 1 дптр или меньше в 60 лет (см. Пресбиопия).
Для чёткого восприятия предметов необходимо, чтобы их изображение всегда фокусировалось в центре сетчатки. Функционально глаз приспособлен для рассмотрения удалённых предметов. Однако люди могут чётко различать предметы, расположенные на разном расстоянии от глаза, благодаря способности хрусталика изменять свою кривизну, а соответственно и преломляющую силу глаза. Способность глаза приспосабливаться к ясному видению предметов, расположенных на разном расстоянии, называют аккомодацией. Нарушение процессов роста склеры (темпов изменения длины глазного яблока по мере взросления) и изменения светопреломляющего аппарата глаза приводят к нарушению остроты зрения и возникновению миопии (близорукости) или гиперметропии (дальнозоркости).
Одной из причин развития близорукости является перенапряжение ресничных мышц хрусталика при работе с очень мелкими предметами, длительного чтения при плохом освещении, чтение в транспорте. Во время чтения, письма или иной работы предмет следует располагать на расстоянии 30−35 см от глаза. Слишком яркое освещение очень раздражает фоторецепторы сетчатки глаза. Это также вредит зрению. Свет должен быть мягким, не слепить глаза.
При письме, рисовании, черчении правой рукой источник света располагают слева, чтобы тень от руки не затемняла рабочую область, и наоборот. Важно, чтобы было верхнее освещение. При длительном зрительном напряжении через каждый час необходимо делать 10-минутные перерывы. Следует беречь глаза от травм, пыли, инфекции.
Нарушение зрения, связанное с неравномерным преломлением света роговицей или хрусталиком, называют астигматизмом. При астигматизме обычно снижается острота зрения, изображение становится нечётким и искажённым. Астигматизм устраняется при помощи очков с особыми (цилиндрическими) стёклами.
Близорукость — отклонение от нормальной способности оптической системы глаза преломлять лучи, которое заключается в том, что изображение предметов, расположенных далеко от глаз, возникает перед сетчаткой. Близорукость бывает врождённой и приобретённой. При естественной близорукости глазное яблоко имеет удлинённую форму, поэтому лучи от предметов фокусируются перед сетчаткой. Чётко видны предметы, расположенные на близком расстоянии, а изображение удалённых предметов нечёткое, расплывчатое. Приобретённая близорукость развивается при увеличении кривизны хрусталика вследствие нарушения обмена веществ или несоблюдения правил гигиены зрения. Существует наследственная предрасположенность к развитию близорукости. Основными причинами приобретённой близорукости являются повышенная зрительная нагрузка, плохое освещение, недостаток витаминов в пище, гиподинамия. Для исправления близорукости носят очки с двояковогнутыми линзами.
Дальнозоркость — отклонение от нормальной способности оптической системы глаза преломлять световые лучи. При врождённой дальнозоркости глазное яблоко укороченное. Поэтому изображения предметов, расположенных близко к глазам, возникают позади сетчатки. В основном дальнозоркость возникает с возрастом (приобретённая дальнозоркость) вследствие уменьшения эластичности хрусталика. При дальнозоркости нужны очки с двояковыпуклыми линзами.

## Восприятие света
Живые существа, имеющие глаза, обычно воспринимают свет благодаря тому, что его лучи проходят через оптическую систему глаза. Там возбуждение обрабатывается и передаётся в центральные отделы зрительной системы. Сетчатка — это сложная оболочка глаза, содержащая несколько слоёв клеток, различных по форме и функциям.
Первый (внешний) слой — пигментный, состоит из плотно расположенных эпителиальных клеток, содержащих чёрный пигмент фусцин. Он поглощает световые лучи, способствуя более чёткому изображению предметов. Второй слой — рецепторный, образован светочувствительными клетками — зрительными рецепторами — фоторецепторами: колбочками и палочками. Они воспринимают свет и превращают его энергию в нервные импульсы.
В сетчатке человека насчитывают около 130 млн палочек и 7 млн колбочек. Расположены они неравномерно: в центре сетчатки находятся преимущественно колбочки, дальше от центра — колбочки и палочки, а на периферии преобладают палочки.
Колбочки обеспечивают восприятие формы и цвета предмета. Они малочувствительны к свету, возбуждаются только при ярком освещении. Больше колбочек расположено вокруг центральной ямки. Это место скопления колбочек называют жёлтым пятном. Жёлтое пятно, особенно его центральную ямку, считают местом наилучшего видения. В норме изображение всегда фокусируется оптической системой глаза на жёлтом пятне. При этом предметы, которые воспринимаются периферическим зрением, различаются хуже.
Палочки имеют удлинённую форму, цвет не различают, но очень чувствительны к свету и поэтому возбуждаются даже при малом, так называемом сумеречном, освещении. Поэтому мы можем видеть даже в плохо освещённой комнате или в сумерках, когда очертания предметов едва отличаются. Благодаря тому, что палочки преобладают на периферии сетчатки, мы способны видеть «уголком глаза», что происходит вокруг нас.
Фоторецепторы воспринимают свет и превращают его в энергию нервного импульса, который продолжает свой путь в сетчатке и проходит через третий слой клеток, образованный соединением фоторецепторов с нервными клетками, имеющими по два отростка (их называют биполярными). Далее информация по зрительным нервам через средний и промежуточный мозг передаётся в зрительные зоны коры головного мозга. На нижней поверхности мозга зрительные нервы частично пересекаются, поэтому часть информации от правого глаза поступает в левое полушарие и наоборот.
Место, где зрительный нерв выходит из сетчатки, называется слепым пятном. Оно лишено фоторецепторов. Предметы, изображение которых попадает на этот участок, не видны. Площадь слепого пятна сетчатки глаза человека в норме составляет от 2,5 до 6 мм².

## Восприятие цвета
Многоцветность воспринимается благодаря тому, что колбочки реагируют на определённый спектр света изолированно. Существует три типа колбочек. Колбочки первого типа реагируют преимущественно на красный цвет, второго — на зелёный и третьего — на синий. Эти цвета называют основными. Под действием волн различной длины колбочки каждого типа возбуждаются неодинаково. Вследствие этого каждая длина волны воспринимается как особый цвет. Например, когда мы смотрим на радугу, то самыми заметными для нас кажутся основные цвета (красный, зелёный, синий).
Оптическим смешением основных цветов можно получить остальные цвета и оттенки. Если все три типа колбочек возбуждаются одновременно и одинаково, возникает ощущение белого цвета.
Некоторые люди, так называемые тетрахроматы, способны видеть излучения, выходящие за пределы видимого глазом обычного человека спектра и различают цвета, которые для обычного человека воспринимаются как идентичные.
Часть людей (примерно 8 % мужчин и 0,4 % женщин) имеют особенность цветового восприятия, называемую дальтонизмом. Дальтоники по-своему воспринимают цвет, путая некоторые контрастные для большинства людей оттенки и различая свои, кажущиеся одинаковыми для остального большинства людей, цвета. Считается, что неправильное различение цветов связано с недостаточным количеством одного или нескольких видов колбочек в сетчатке глаза. Существует также приобретённый дальтонизм вследствие заболеваний или возрастных изменений. Дальтоники могут не ощущать своей особенности зрения до момента, пока они не столкнутся с необходимостью выбора между двумя похожими для них оттенками, воспринимаемыми как разные цвета человеком с нормальным зрением. Из-за возможности ошибки цветового восприятия часть профессий предусматривают ограничение на допуск дальтоников к работе. Интересно, что обратная сторона дальтонизма — повышенная чувствительность к некоторым, не доступным для остальных, оттенкам ещё мало изучена и редко используется для решения задач.

## Восприятие расположения предметов в пространстве
Глазомер позволяет оценивать расположение предметов в пространстве, а также расстояние до них. Изменяя поле зрения, угловую скорость, а также используя бинокулярное зрение и конвергенцию, можно улучшить восприятие предметов/
Поле зрения — это пространство, которое можно охватить глазом при фиксированном состоянии глазного яблока. Полем зрения можно охватить 15 предметов [сколько?] и их расположение на определённом расстоянии. Однако изображение предметов, находящихся в поле зрения ближе, частично накладывается на изображения тех, что за ними. С удалением предметов от глаза уменьшаются их размеры, рельефность их формы, разница теней на поверхности, насыщенность цветов и т.п. для наблюдающего, пока предмет совсем не исчезает из поля зрения.
В пространстве с движущимися объектами мы можем воспринимать не только факт их движения, но и скорость этого движения. Скорость движения предметов определяют на основании скорости перемещения их изображений по сетчатке специальным прибором[уточнить] для измерения так называемой угловой скорости. Угловая скорость близко расположенных предметов выше — к примеру, вагоны движущегося поезда проносятся мимо наблюдателя с большой скоростью, а самолёт в небе исчезает из поля зрения медленно, хотя скорость его гораздо больше скорости поезда. Это происходит потому, что поезд находится относительно наблюдателя намного ближе, чем самолёт. Таким образом, близко расположенные предметы исчезают из поля зрения раньше, чем отдалённые, поскольку их угловая скорость больше. Однако движение предметов, которые перемещаются чрезвычайно быстро или слишком медленно, глаз не воспринимает, или плохо видит.[уточнить].
Точной оценке пространственного расположения предметов и их движения способствует также бинокулярное зрение. Оно позволяет не только воспринимать объёмное изображение предмета, поскольку одновременно охватывается и левая, и правая части объекта, но и определить местоположение в пространстве, расстояние до него. Это можно объяснить тем, что когда в коре большого головного мозга объединяются ощущения от изображений предметов в левом и правом глазу, в ней происходит оценка последовательности расположения предметов, их формы.
Если преломление в левом и правом глазу неодинаковое, это приводит к нарушению бинокулярного зрения (видение двумя глазами) — косоглазия. Тогда на сетчатке возникает резкое изображение от одного глаза и расплывчатое от другого. Косоглазие вызывается нарушением иннервации мышц глаза, врождённо или приобретённым снижением остроты зрения на один глаз и т.п.
Ещё одним из механизмов пространственного восприятия является восхождение глаз — конвергенция. Оси правого и левого глаза с помощью глазодвигательной мышцы сходятся на предмете, который рассматривается. Чем ближе расположен предмет, тем сильнее сокращены прямые внутренние и растянуты прямые внешние мышцы глаза. Это позволяет определить удалённость предметов.

## Типы глаз

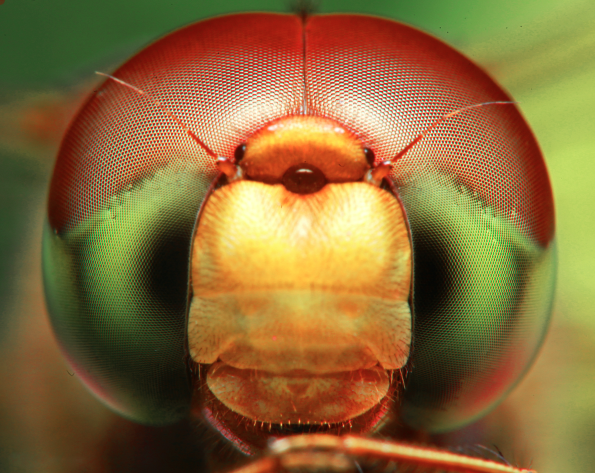
Фасеточные глаза и простые глазки стрекозы

Фоторецепторная способность найдена у некоторых простейших существ. Беспозвоночные, многие черви, а также двустворчатые моллюски имеют глаза простейшей структуры — без хрусталика. Среди моллюсков только головоногие имеют сложные глаза, похожие на глаза позвоночных.
Глаз насекомого составной — состоит из множества отдельных фасеток, каждая из которых собирает свет и направляет его к рецептору, чтобы создать зрительный образ. 
Существует десять различных типов структурной организации светоприёмных органов. При этом все схемы захвата оптического изображения, которые используются человеком, — за исключением трансфокатора (вариообъектива) и линзы Френеля — можно найти в природе. Схемы строения глаза можно категоризировать следующим образом: «простой глаз» — с одной вогнутой светоприёмной поверхностью и «сложный глаз» — состоящий из нескольких отдельных линз, которые расположены на общей выпуклой поверхности.Стоит заметить, что слово «простой» не относится к меньшему уровню сложности или остроты восприятия. На самом деле оба типа строения глаза могут быть адаптированы к почти любой среде или типу поведения. Единственное ограничение, присущее для данной схемы строения глаза, это разрешение. Структурная организация сложных глаз не позволяет им достичь разрешения лучше, чем 1°. Также суперпозиционные глаза могут достигать более высокой чувствительности, чем аппозиционные глаза. Именно поэтому суперпозиционные глаза больше подходят жителям сред с низким уровнем освещённости (океаническое дно) или почти полным отсутствием света (подземные водоёмы, пещеры). 
Глаза также естественно разделяются на две группы на основе строения клеток фоторецепторов: фоторецепторы могут быть цилиарными (как у позвоночных) или рабдомерными. Эти две группы не являются монофилийными. Так, например, книдариям также присущи цилиарные клетки в качестве «глаз», а у некоторых аннелид имеются оба типа фоторецепторных клеток.